# وال-سن-ژیل، کبک
وال-سن-ژیل (به فرانسوی: Val-Saint-Gilles) شهری در منطقه شهری آبیتیبی-وست ناحیه آبیتیبی-تمیسکامنگ در استان کبک کانادا است. در سرشماری سال ۲۰۱۱ این شهر ۱۵۹ نفر جمعیت داشته‌است و مساحت آن ۱۱۰٫۵۴ کیلومتر مربع است.